# Georges Périn
Georges Périn, né le 1er juillet 1838 à Arras (Pas-de-Calais) et mort le 5 juillet 1903 à Paris , est un homme politique français.
Avocat, voyageur, journaliste, homme politique, Georges Périn est né dans une famille de négociants en huile d'œillette d'Arras. Il était le troisième enfant de Hyacinthe Périn, juge au Tribunal de commerce d'Arras, et de Marie Courmont. Il fut député du département de la Haute-Vienne de 1873 à 1889 et siégea à l’extrême gauche.

## Biographie

### Premières années
Après de brillantes études au lycée Saint-Louis, il suit des cours à la faculté de droit, puis s'inscrit au barreau de Paris mais n'exerce pas.
Ayant embrassé la profession de journaliste, il collabore à de nombreux journaux comme "la Critique Française", "l'International", édité à Londres, "le Phare de la Loire", de Nantes, etc., et devient un des rédacteurs du "Courrier du Dimanche" en 1863, et soutient la candidature d'Eugène Pelletan dans le IXe arrondissement. Il était, à l'évidence, franc-maçon.
Il s'embarque à Brest le 2 octobre 1864 sur une frégate à voiles, "la Sybille", que commande son ami Adolphe Lucien Mottez, pour un voyage autour du monde qui dure presque un an - il est de retour à Brest le 8 septembre 1865 - et qui l’amène notamment à Tahiti, où il fait la connaissance de la Reine Pomaré, et en Nouvelle-Calédonie qu'il est un des premiers français à traverser.
Il entre en 1868 à "la Tribune", fondée par Eugène Pelletan, puis prend la direction du "Libéral du Centre", éphémère journal de Limoges, entre le 16 février et le 15 août 1869.

Début 1870, il est chroniqueur au journal "La Cloche".

### Vie politique
Nommé préfet de la Haute-Vienne à la demande du Conseil municipal de Limoges le 5 septembre 1870, il est chargé par Léon Gambetta d'organiser le camp de Toulouse avec Lissagaray, avec le titre de "commissaire de guerre". Il est nommé peu après inspecteur des camps régionaux du Sud-Ouest.
Élu député de la Haute-Vienne le 11 mai 1873 contre Saint-Marc Girardin fils, il est plusieurs fois réélu jusqu'à sa courte défaite (de 14 voix) le 22 septembre 1889. Il est en mai 1877, l'un des signataires du manifeste des 363. Il avait été élu député de Paris le 18 octobre 1885 mais avait préféré garder le siège de la Haute-Vienne.
Il est, au début, gambettiste : Scheurer-Kestner rapporte "C'était alors la bonne époque, l'époque héroïque. [...] Alors Clemenceau, Locroy, Georges Périn étaient "nos trois mousquetaires". [...] Et ces trois mousquetaires étaient la main dans la main avec Gambetta". Il s'intéresse aux déportés de la Commune et obtient la nomination d'une commission d'enquête sur les bruits qui courent de "mauvais traitements infligés en Néo-Calédonie [sic] aux déportés politiques" et milite pour l'amnistie.
Il est très proche, politiquement, de Georges Clemenceau, avec qui il partage, semble-t-il, le fait d'être membre du Grand Orient de France. On sait qu'il assiste au mariage civil de sa fille Madeleine, en 1889. Il fréquente le salon de Madame Ménard-Dorian, où il côtoie Émile Zola, Alphonse Daudet, les frères Goncourt, Auguste Rodin, Renouard, Victor Schœlcher et, bien sûr, les Clemenceau. 
Georges Périn semble avoir été l'un des témoins préférés de Clemenceau lors des nombreux duels auxquels participa celui-ci. On peut citer : en février 1886, contre Albert Duchesne, qui fut finalement évité grâce à Charles Floquet, le 15 décembre 1888, à Enghien, contre le député d'extrême-gauche Auguste Maurel, le 25 ou le 26 février 1898 contre Édouard Drumont, le directeur de La Libre Parole.

Il est le témoin, avec Georges Clemenceau, du Président du Conseil Charles Floquet, lors du duel de celui-ci avec le général Georges Boulanger, le 13 juillet 1888, à Neuilly, chez le comte Dillon.

### Dernières années
Il entreprend, avec un ami, une longue randonnée au nord de la Tunisie en 1891.
Il est, par ailleurs, un vice-président de la Société de géographie.

## Anticolonialisme
Jean Jaurès a écrit : "j'ai assisté, quelques mois après le vote, à un curieux dialogue entre Georges Périn (adversaire intransigeant de la colonisation) et Clemenceau. Clemenceau lui demanda brusquement : Si nous avions pris le pouvoir, auriez-vous évacué le Tonkin ? - Oui, tout de suite, avec le seul délai de quelques mois nécessaires pour négocier la sécurité de ceux qui là-bas s'étaient compromis pour nous. - Mais non, répliqua vivement Clemenceau, c'est impossible."
Discours de Limoges, le 17 décembre 1882 :

"La France doit être économe du sang de ses soldats ; ses malheurs passés, sa situation en Europe aujourd'hui lui en font un devoir. Ce que les Anglais peuvent faire impunément, nous n'aurions pu le faire sans péril.

A ceux qui nous disent : "vous êtes des timorés", je réponds : vous êtes des aveugles et des sourds. Aveugles qui ne voyez pas la frontière ouverte du côté des Vosges, sourds qui n'entendez pas ce grand bruit d'armes qui se fait en Allemagne et, par-dessus ce bruit, ces cris de haine et de menace qui éclatent de temps en temps et qui retentissaient il y a quelques jours encore."

## Liste des mandats de député
- 11/05/1873 - 07/03/1876 : Haute-Vienne
- 20/02/1876 - 25/06/1877 : Haute-Vienne
- 14/10/1877 - 27/10/1881 : Haute-Vienne
- 21/08/1881 - 09/11/1885 : Haute-Vienne
- 18/10/1885 - 11/11/1889 : Haute-Vienne

## Œuvres
- Le camp de Toulouse, lettre à M. Rességuier, député du Gers (A. Le Chevalier, Paris, 1873)
- Enquête sur les actes du gouvernement de Défense Nationale. Déposition de M. Georges Périn (Impr. de Cerf & fils, Paris, 1874)
- L'expiation (A. Messein, Paris, 1905)
- La lisière blonde, poèmes (E. Sansot, Paris, 1906)
- Les Rameurs, roman (B. Grasset, Paris, 1911)
- Les fêtes dispersées, poèmes (Éditions de La Phalange, Paris, 1921)
- Petite madame Collomb, 2e édition (F. Rieder, Paris, 1923)
- Georges Périn, 1838-1903, Discours politiques et Notes de voyage (Société Nouvelle de Librairie & d'Édition, vers 1928)
- Sous un certain jour, précédé d'une conférence par Ludmila Stavitzki (S.I., 1932)

À noter que la plupart de ses œuvres ont été publiées après sa mort à l'initiative de son neveu Louis Sers.

## Sources
- « Georges Périn », dans Adolphe Robert et Gaston Cougny, Dictionnaire des parlementaires français, Edgar Bourloton, 1889-1891 [détail de l’édition]